# Кожемякина, Ирина Валентиновна
Ири́на Валенти́новна Кожемя́кина (укр. Ірина Валентинівна Кожемякіна; род. 16 июня 1980, Чугуев, Харьковская область) — украинская легкоатлетка, специалистка по бегу на короткие дистанции. Выступала на профессиональном уровне в 1999—2006 годах, победительница и призёрка ряда крупных международных стартов, чемпионка Украины, участница летних Олимпийских игр в Афинах.

## Биография
Ирина Кожемякина родилась 16 июня 1980 года в городе Чугуеве Харьковской области Украинской ССР. Позднее также представляла Днепропетровскую область.
Впервые заявила о себе в лёгкой атлетике в сезоне 1999 года, когда на чемпионате Украины в Киеве в зачёте бега на 100 метров стала седьмой.
В 2000 году в составе украинской сборной отметилась победой на молодёжном международном старте в Швехате.
В 2001 году взяла бронзу на зимнем чемпионате Украины во Львове, получила серебро на летнем чемпионате Украины в Киеве, стартовала на молодёжном европейском первенстве в Амстердаме.
В 2002 году выиграла 60 метров на зимнем чемпионате Украины в Киеве. Летом в дисциплине 100 метров стала бронзовой призёркой на чемпионате Украины в Донецке, заняла 11-е место на Кубке Европы в Анси, победила на юношеских Всеукраинских играх в Донецке. На чемпионате Европы в Мюнхене была пятой в эстафете 4×100 метров.
В 2003 году в беге на 60 метров превзошла всех соперниц на зимнем чемпионате Украины в Сумах, дошла до полуфинала на чемпионате мира в помещении в Бирмингеме.
В 2004 году была лучшей на зимнем чемпионате Украины в Сумах, остановилась в полуфинале на чемпионате мира в помещении в Будапеште. Позднее стартовала на Кубке Европы в Быдгоще, одержала победу на чемпионате Украины в Ялте. Благодаря череде успешных выступлений удостоилась права защищать честь страны на летних Олимпийских играх в Афинах — в программе эстафеты 4×100 метров вместе с Жанной Блок, Татьяной Ткалич и Мариной Майдановой не смогла преодолеть предварительный квалификационный этап, а впоследствии показанный результат аннулировали в связи с допинговой дисквалификацией Блок.
В 2005 году вновь выиграла зимний чемпионат Украины в Сумах, среди прочего победила на Кубке Украины в Ялте, финишировала шестой на Кубке Европы во Флоренции. Бежала эстафету 4×100 метров на чемпионате мира в Хельсинки, в финал не вышла.
Завершила спортивную карьеру по окончании сезона 2006 года.